# Football League Cup 1967-1968
La Football League Cup 1967-1968 è stata la 8ª edizione del terzo torneo calcistico più importante del calcio inglese, la 2ª in finale unica. La manifestazione, ebbe inizio il 22 agosto 1967 e si concluse il 2 marzo 1968 con la finale di Wembley.
Il trofeo fu vinto dal Leeds United, che nell'atto conclusivo si impose sull'Arsenal con il punteggio di 1-0.

## Formula
La Football League Cup era riservata alle 92 squadre della Football League. Il torneo era composto da scontri ad eliminazione diretta, ad esclusione delle semifinali che prevedevano due match, dove la squadra con il miglior risultato combinato accedeva alla finale unica. Se uno scontro terminava in parità, la sfida veniva ripetuta a campi invertiti fino a quando una delle due contendenti non otteneva la vittoria, mentre in finale, si rigiocava sempre in campo neutro. In caso di pareggio, anche nel replay, si faceva ricorso ai tempi supplementari. 
|                              | Squadre che entrano in questo turno                                                                    | Squadre qualificate dal turno precedente    |
| ---------------------------- | --- | ------------------------------------------- |
| Primo turno (52 squadre)     | - 24 squadre dalla Fourth Division - 24 squadre dalla Third Division - 4 squadre dalla Second Division |                                             |
| Secondo turno (64 squadre)   | - 20 squadre dalla First Division - 18 squadre dalla Second Division                                   | - 26 squadre vincitrici del primo turno     |
| Terzo turno (32 squadre)     | | - 32 squadre vincitrici del secondo turno   |
| Quarto turno (16 squadre)    | | - 16 squadre vincitrici del terzo turno     |
| Quarti di finale (8 squadre) | | - 8 squadre vincitrici del quarto turno     |
| Semifinali (4 squadre)       | | - 4 squadre vincitrici dei quarti di finale |
| Finale (2 squadre)           | | - 2 squadre vincitrici delle semifinali     |

## Primo turno
| Squadra 1        | Risultato | Squadra 2        |
| ---------------- | --------- | ---------------- |
| 22 agosto 1967   |           |                  |
| Bournemouth      | 1 - 1     | Watford          |
| Leyton Orient    | 1 - 3     | Gillingham       |
| Middlesbrough    | 4 - 1     | Barnsley         |
| Port Vale        | 3 - 0     | Chester City     |
| Swindon Town     | 1 - 1     | Newport County   |
| Torquay Utd      | 0 - 0     | Exeter City      |
| Walsall          | 4 - 2     | Shrewsbury Town  |
| 23 agosto 1967   |           |                  |
| Aldershot        | 2 - 3     | Cardiff City     |
| Barrow           | 1 - 0     | Southport        |
| Brighton         | 4 - 0     | Doncaster        |
| Crewe Alexandra  | 1 - 1     | Stockport County |
| Darlington       | 1 - 0     | York City        |
| Doncaster        | 1 - 2     | Scunthorpe Utd   |
| Grimsby Town     | 1 - 0     | Chesterfield     |
| Halifax Town     | 5 - 0     | Bradford PA      |
| Hartlepool Utd   | 2 - 0     | Bradford City    |
| Luton Town       | 1 - 1     | Charlton         |
| Mansfield Town   | 2 - 3     | Lincoln City     |
| Northampton Town | 3 - 2     | Peterborough Utd |
| Notts County     | 0 - 1     | Rotherham Utd    |
| Oxford Utd       | 3 - 1     | Swansea Town     |
| Reading          | 3 - 0     | Bristol Rovers   |
| Rochdale         | 0 - 1     | Bury             |
| Southend Utd     | 1 - 0     | Brentford        |
| Tranmere         | 2 - 1     | Wrexham          |
| Workington       | 1 - 1     | Oldham Athletic  |

### Replay
| Squadra 1        | Risultato      | Squadra 2       |
| ---------------- | -------------- | --------------- |
| 28 agosto 1967   |                |                 |
| Exeter City      | 0 - 3          | Torquay Utd     |
| Stockport County | 3 - 0          | Crewe Alexandra |
| 29 agosto 1967   |                |                 |
| Newport County   | 2 - 0          | Swindon Town    |
| Oldham Athletic  | 1 - 1 (d.t.s.) | Workington      |
| Watford          | 0 - 0 (d.t.s.) | Bournemouth     |
| 30 agosto 1967   |                |                 |
| Charlton         | 1 - 2 (d.t.s.) | Luton Town      |

### Secondo Replay
| Squadra 1        | Risultato | Squadra 2       |
| ---------------- | --------- | --------------- |
| 31 agosto 1967   |           |                 |
| Workington       | 2 - 1     | Oldham Athletic |
| 6 settembre 1967 |           |                 |
| Bournemouth      | 1 - 2     | Watford         |

## Secondo turno
| Squadra 1         | Risultato | Squadra 2         |
| ----------------- | --------- | ----------------- |
| 12 settembre 1967 |           |                   |
| Burnley           | 2 - 1     | Cardiff City      |
| Coventry City     | 1 - 2     | Arsenal           |
| Grimsby Town      | 2 - 2     | Bury              |
| Huddersfield Town | 1 - 0     | Wolverhampton     |
| Ipswich Town      | 5- 2      | Southampton       |
| Newport County    | 0 - 1     | Blackpool         |
| QPR               | 2 - 1     | Hull City         |
| 13 settembre 1967 |           |                   |
| Barrow            | 1 - 0     | Crystal Palace    |
| Blackburn         | 3 - 1     | Brighton          |
| Bristol City      | 0 - 5     | Everton           |
| Carlisle Utd      | 1 - 2     | Workington        |
| Derby County      | 4 - 0     | Hartlepool Utd    |
| Fulham            | 1 - 0     | Tranmere          |
| Gillingham        | 2 - 2     | Torquay Utd       |
| Leeds Utd         | 3 - 1     | Luton Town        |
| Lincoln City      | 2 - 1     | Newcastle Utd     |
| Liverpool         | 1 - 1     | Bolton            |
| Manchester City   | 4 - 0     | Leicester City    |
| Middlesbrough     | 2 - 1     | Chelsea           |
| Millwall          | 3 - 2     | Sheffield Utd     |
| Northampton Town  | 3 - 1     | Aston Villa       |
| Norwich City      | 1 - 1     | Rotherham Utd     |
| Oxford Utd        | 2 - 1     | Preston N.E.      |
| Plymouth          | 0 - 2     | Birmingham City   |
| Portsmouth        | 3 - 1     | Port Vale         |
| Reading           | 3 - 1     | West Bromwich     |
| Scunthorpe Utd    | 0 - 1     | Nottingham Forest |
| Southend Utd      | 1 - 2     | Darlington        |
| Stockport County  | 3 - 5     | Sheffield Weds    |
| Stoke City        | 2 - 0     | Watford           |
| Sunderland        | 3 - 2     | Halifax Town      |
| Walsall           | 1 - 5     | West Ham Utd      |

### Replay
| Squadra 1         | Risultato | Squadra 2    |
| ----------------- | --------- | ------------ |
| 19 settembre 1967 |           |              |
| Bury              | 2 - 0     | Grimsby Town |
| Rotherham Utd     | 0 - 2     | Norwich City |
| 20 settembre 1967 |           |              |
| Torquay Utd       | 2 - 0     | Gillingham   |
| 27 settembre 1967 |           |              |
| Bolton            | 3 - 2     | Liverpool    |

## Terzo turno
| Squadra 1        | Risultato | Squadra 2         |
| ---------------- | --------- | ----------------- |
| 10 ottobre 1967  |           |                   |
| Burnley          | 3 - 0     | Nottingham Forest |
| QPR              | 5 - 1     | Oxford Utd        |
| 11 ottobre 1967  |           |                   |
| Arsenal          | 1 - 0     | Reading           |
| Blackburn        | 3 - 2     | Middlesbrough     |
| Darlington       | 4 - 1     | Portsmouth        |
| Derby County     | 3 - 1     | Birmingham City   |
| Everton          | 2 - 3     | Sunderland        |
| Leeds Utd        | 3 - 0     | Bury              |
| Lincoln City     | 4 - 2     | Torquay Utd       |
| Manchester City  | 1 - 1     | Blackpool         |
| Northampton Town | 0 - 0     | Millwall          |
| Norwich City     | 0 - 1     | Huddersfield Town |
| Sheffield Weds   | 3 - 1     | Barrow            |
| Stoke City       | 2 - 1     | Ipswich Town      |
| West Ham Utd     | 4 - 1     | Bolton            |
| Workington       | 2 - 2     | Fulham            |

### Replay
| Squadra 1       | Risultato | Squadra 2        |
| --------------- | --------- | ---------------- |
| 16 ottobre 1967 |           |                  |
| Fulham          | 6 - 2     | Workington       |
| Millwall        | 5 - 1     | Northampton Town |
| 18 ottobre 1967 |           |                  |
| Blackpool       | 0 - 2     | Manchester City  |

## Quarto turno
| Squadra 1         | Risultato | Squadra 2       |
| ----------------- | --------- | --------------- |
| 31 ottobre 1967   |           |                 |
| Darlington        | 2 - 0     | Millwall        |
| QPR               | 1 - 2     | Burnley         |
| 1 novembre 1967   |           |                 |
| Arsenal           | 2 - 1     | Blackburn       |
| Derby County      | 1 - 1     | Lincoln City    |
| Fulham            | 3 - 2     | Manchester City |
| Huddersfield Town | 2 - 0     | West Ham Utd    |
| Sheffield Weds    | 0 - 0     | Stoke City      |
| 15 novembre 1967  |           |                 |
| Sunderland        | 0 - 2     | Leeds Utd       |

### Replay
| Squadra 1        | Risultato | Squadra 2      |
| ---------------- | --------- | -------------- |
| 15 novembre 1967 |           |                |
| Lincoln City     | 0 - 3     | Derby County   |
| Stoke City       | 2 - 1     | Sheffield Weds |

## Quarti di finale
| Squadra 1        | Risultato | Squadra 2         |
| ---------------- | --------- | ----------------- |
| 29 novembre 1967 |           |                   |
| Burnley          | 3 - 3     | Arsenal           |
| Derby County     | 5 - 4     | Darlington        |
| Fulham           | 1 - 1     | Huddersfield Town |
| 13 dicembre 1967 |           |                   |
| Leeds Utd        | 2 - 0     | Stoke City        |

### Replay
| Squadra 1         | Risultato      | Squadra 2 |
| ----------------- | -------------- | --------- |
| 5 dicembre 1967   |                |           |
| Arsenal           | 2 - 1          | Burnley   |
| 12 dicembre 1967  |                |           |
| Huddersfield Town | 2 - 1 (d.t.s.) | Fulham    |

## Semifinali
| Squadra 1    | Totale | Squadra 2         | Andata          | Ritorno         |
| ------------ | ------ | ----------------- | --------------- | --------------- |
|              |        |                   | 17 gennaio 1968 | 6 febbraio 1968 |
| Arsenal      | 6 - 3  | Huddersfield Town | 3 - 2           | 3 - 1           |
|              |        |                   | 17 gennaio 1968 | 7 febbraio 1968 |
| Derby County | 2 - 4  | Leeds Utd         | 0 - 1           | 2 - 3           |

## Finale
| Arbitro: | Les Hamer |

|            |           |  |
| Cooper 20’ | Marcatori |  |

| Leeds United | Arsenal |

| LEEDS UNITED    |                   |
|                 |                   |
| 1               | Gary Sprake       |
| 2               | Paul Reaney       |
| 3               | Terry Cooper      |
| 4               | Billy Bremner (C) |
| 5               | Jack Charlton     |
| 6               | Norman Hunter     |
| 7               | Jimmy Greenhoff   |
| 8               | Peter Lorimer     |
| 9               | Paul Madeley      |
| 10              | Johnny Giles      |
| 11              | Eddie Gray        |
| A disposizione: |                   |
| 12              | Rod Belfitt       |
| Manager:        |                   |
| Don Revie       |                   |

| ARSENAL         |                     |
|                 |                     |
| 1               | Jim Furnell         |
| 2               | Peter Storey        |
| 3               | Bob McNab           |
| 4               | Frank McLintock (C) |
| 5               | Ian Ure             |
| 6               | Peter Simpson       |
| 7               | John Radford        |
| 8               | David Jenkins       |
| 9               | George Graham       |
| 10              | Jon Sammels         |
| 11              | George Armstrong    |
| A disposizione: |                     |
| 12              | Terry Neill         |
| Manager:        |                     |
| Bertie Mee      |                     |